# Journée mondiale de la lutte contre la traite des êtres humains
La Journée mondiale de la lutte contre la traite d'êtres humains (depuis 2014), anciennement Journée mondiale de la dignité des victimes et de la traite d'êtres humains est une journée mondiale créée en 2005 et célébrée le 30 juillet.

## Histoire
Un plan d’action mondial contre la traite des êtres humains a été adopté en 2010 par l'Assemblée générale des Nations unies, en application du Protocole additionnel de la Convention des Nations Unies contre la criminalité transnationale organisée (UNTOC, dite « Convention de Palerme »), adoptée le 15 novembre 2000,,.